# Arte-tese
Arte-tese é a denominação utilizada para descrever a inovadora composição artística e acadêmica utilizada pela primeira vez na tese de doutorado Caricatas: arte-rosto-humor-experiência, defendida pelo pesquisador, caricaturista, professor e artista plástico brasileiro Camilo Riani na Universidade Estadual Paulista-UNESP (PPGE/IB/Rio Claro) em setembro de 2016. 
Com orientação do Prof. Dr. César Donizetti Pereira Leite, a arte-tese tratava das artes visuais e da caricatura como possíveis percursos para a expansão do pensamento e subjetivação. Foi graças a esse trabalho que o pesquisador cunhou o termo Artexperiência como desdobramento da estratégia para a construção, marcada pela utilização exclusiva de páginas-arte, sequência de quase duzentas composições visuais que fundem imagens e palavras. 
A tese conquistou o prestigiado Troféu HQ MIX (considerado o Oscar da HQ), entregue por Serginho Groisman e promovido por estudiosos do segmento dos quadrinhos (como José Alberto Lovetro, Gualberto Costa e Sônia Luyten), com apoio de entidades como a Associação dos Cartunistas do Brasil e SESC, entre outras.
A obra, que passou a ser apresentada e debatida em diferentes encontros acadêmicos de pós-graduação, recebeu em 2019 a versão para publicação em formato de livro, com prefácio escrito pelo renomado escritor e humorista Luis Fernando Veríssimo, filho de Érico Veríssimo e autor de obras como Comédias da Vida Privada, O Analista de Bagé, entre outros grandes sucessos.

## Origem
A expressão diz respeito à inovadora estratégia adotada pelo artista-pesquisador para construir sua tese de doutorado, marcada pela utilização exclusiva de páginas-arte em uma sequência de aproximadamente duzentas composições visuais que fundem imagens e palavras e que se estruturam em um fio condutor para apresentação das teorias, reflexões e novas proposições presentes no trabalho.
Entre os pensadores citados na obra, destacam-se os franceses Deleuze e Guattari, além de Nietzsche, Foucault, Larrosa e Benjamin, entre outros. A banca examinadora, que aprovou e enfatizou o caráter inovador da obra, foi composta pelos pesquisadores Sílvio Gallo (UNICAMP), Alexandre Filordi (UNIFESP), Wenceslau Oliveira (UNICAMP), César Leite e Roger Miarka (UNESP)

## Cartoongrafia
Camilo Riani também é o criador da técnica artística-visual da cartoongrafia, resultado da fusão entre as palavras ‘cartoon’ e ‘biografia’. A técnica é inspirada em estratégias visuais experimentadas por diferentes artistas, escolas e gerações. 